# یوگنیا گلوشنکو
یوگنیا گلوشنکو (روسی: Евгения Константиновна Глушенко؛ زادهٔ ۴ سپتامبر ۱۹۵۲) هنرپیشه اهل روسیه است.
از فیلم‌ها یا برنامه‌های تلویزیونی که وی در آن نقش داشته‌است می‌توان به چند روز از زندگی ابلوموف اشاره کرد. وی در سال ۱۹۸۳ برنده جایزه خرس نقره‌ای برای بهترین بازیگر زن شده‌است.
گلوشنکو همچنین برندهٔ جوایزی همچون نشان دوستی و هنرمند مردمی روسیه شده‌است.